# Loon-Plage

Loon-Plage este o comună în departamentul Nord, Franța. În 1 ianuarie 2022 avea o populație de 5.995 de locuitori.